# Absynt (obraz Edgara Degasa)
Absynt (fr. L’Absinthe) – obraz olejny francuskiego malarza Edgara Degasa. Obraz początkowo nosił tytuł Dans un café (W kawiarni), który artysta zmienił wystawiając go w Londynie w 1892. Obecnie dzieło znajduje się w Musée d’Orsay w Paryżu.

## Opis obrazu
Artysta przedstawił wnętrze paryskiej kawiarni Nouvelle Athènes (Nowe Ateny) na Placu Pigalle. W nietypowym, ukośnym kadrze ukazana została para siedząca przy stoliku. Przed kobietą stoi kieliszek wypełniony zielonkawym absyntem, a obok niej pusta butelka na wodę, którą rozcieńczano napój zawierający 70% alkoholu. Pomimo fizycznej bliskości obie postacie zdają się nie zauważać, są ponure i pogrążone we własnych myślach. Niedbały strój pozwala sądzić, że mamy do czynienia z wyrzutkami społecznymi, zagubionymi ludźmi, którzy stoczyli się na dno.
Wnętrze kawiarni jest puste, okno zostało zasłonięte zasłonami, przez które do wnętrza wpada blado-szare światło nie pozwalające jednoznacznie określić pory dnia. Malarz świadomie wtłoczył parę w prawy, górny róg obrazu uzyskując w ten sposób wrażenie przypadkowości sceny i pogłębiając nastrój pustki i apatii. Na pierwszym planie widoczne jest naczynie z zapałkami i gazeta, na której Degas umieścił swoją sygnaturę.
Do obrazu pozowała malarzowi aktorka Ellen Andrée (1857–1925), która była modelką wielu innych malarzy m.in. Maneta i Renoira. Do postaci mężczyzny palącego papierosa pozował przyjaciel Degasa, malarz i grawer Marcellin Desboutin (1823–1902).

## Odbiór i interpretacje
Absynt wystawiony po raz pierwszy na drugiej wystawie impresjonistów w 1876 został napiętnowany przez krytyków jako „brzydki i wstrętny”. Krytykowano zarówno pospolitość tematu, jak i sposób malowania. Obraz rzucił cień na reputację modeli i Degas musiał publicznie wyjaśniać, że nie są oni alkoholikami.
Artysta przechowywał swoją pracę do 1892, gdy pod zmienionym tytułem wystawił ją w domu aukcyjnym w Londynie, jednak obraz został skrytykowany, na jego widok widzowie syczeli i gwizdali. Rok później, płótno ponownie pokazano w Londynie i jeszcze raz wywołało ono falę oburzenia. Angielscy krytycy zarzucali autorowi koncentrowanie się na ciemnej stronie życia przeciętnych ludzi, a ukazane postacie uznano za zdegradowane i obskurne. Pisarz i krytyk George Augustus Moore na widok obrazu użył publicznie wulgarnego zwrotu pod adresem przedstawionej kobiety. Jedynie zwolennik impresjonistów, Dugald Sutherland MacColl docenił wartość dzieła Degasa. Histeryczna reakcja angielskich krytyków świadczy o niechęci jaką wiktoriańska Anglia darzyła nowoczesną sztukę francuską, kojarzoną głównie z dekadencją i moralnym nihilizmem.

Wśród prób interpretacji obrazu najczęściej zwracano uwagę na przekaz społeczny oraz nowe zjawisko samotności i wyobcowania ludzi w wielkich miastach. Émile Zola w czasie rozmowy z Degasem o powieści W matni powiedział: 

Ograniczyłem się po prostu do opisania w mojej powieści niektórych Pana obrazów

 Dzieło Degasa traktowano również jako przestrogę przed piciem absyntu, który uważano za bardzo niebezpieczną używkę.

## Inne obrazy
Motyw osoby pijącej absynt był poruszany przez malarzy ma przełomie XIX i XX wieku. Do najbardziej znanych obrazów można zaliczyć dzieło Édouarda Maneta Pijący absynt, które zostało wystawione w 1859 i też spotkało się z oburzeniem krytyki. Manet powrócił do tematu jeszcze raz w obrazie Śliwka z 1878, wykorzystał wówczas tę samą modelkę i to samo wnętrze, co Degas. Henri de Toulouse-Lautrec, również będąc pod wpływem Degasa, podejmował temat kobiety pijącej. W swoim dziele sportretował malarkę francuską Suzanne Valadon. Temat był szeroko omawiany w prasie i literaturze francuskiej m.in. w traktacie lekarza Devoisins z 1885, gdzie podsumował on ówczesne obawy i problemy alkoholowe wśród kobiet zdaniem: alkoholizm kobiet stanowi największe zagrożenie naszych czasów. Wcześniej, w 1877 roku Émile Zola wydał powieść W matni, gdzie również poruszał temat alkoholizmu wśród robotników dzielnicy Goutte d’Or.
Na początku XX wieku pijących absynt malowali m.in. Viktor Oliva, Jean Béraud i Pablo Picasso.

Édouard Manet, Pijący absynt, 1858-59
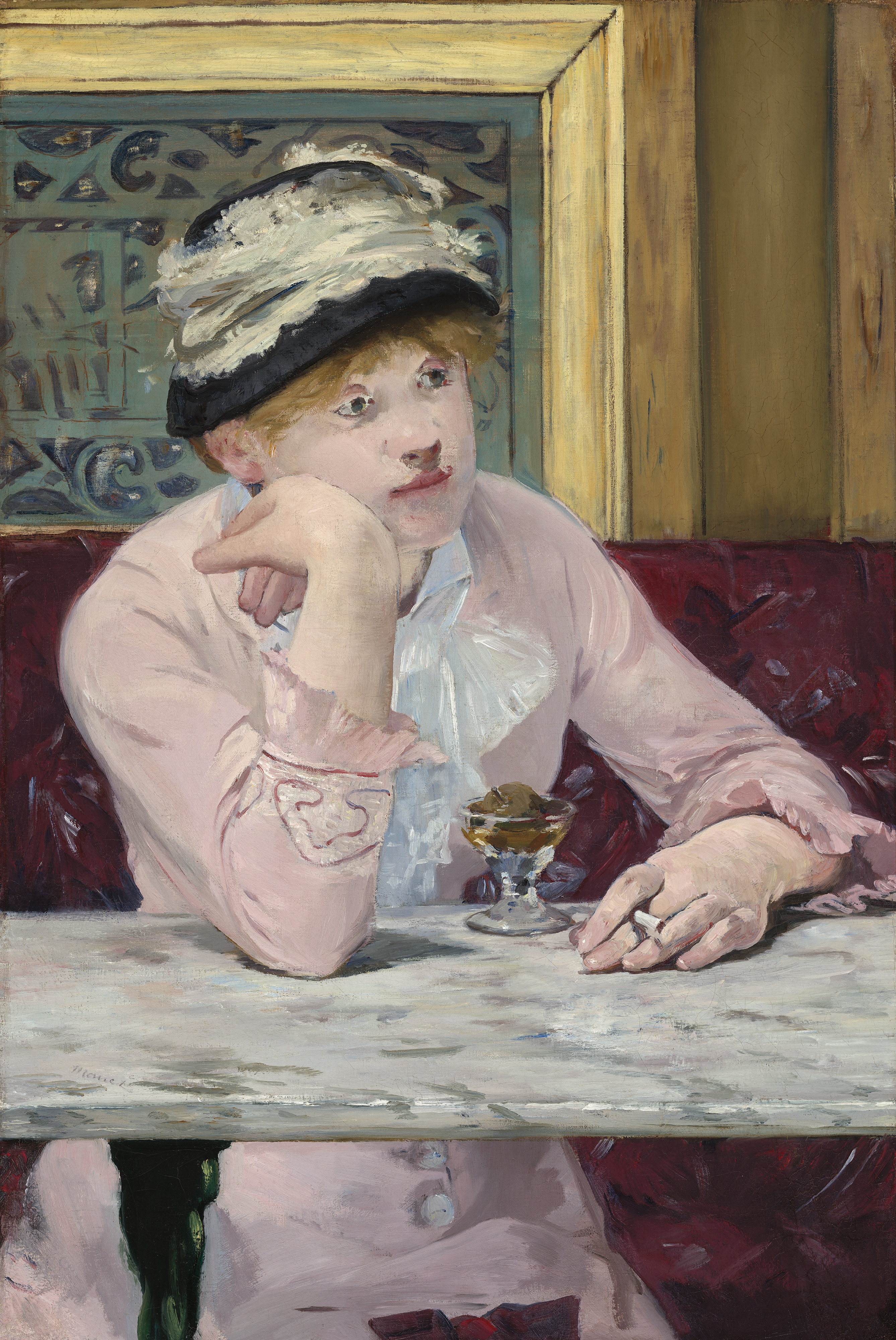
Édouard Manet, Śliwka, 1878
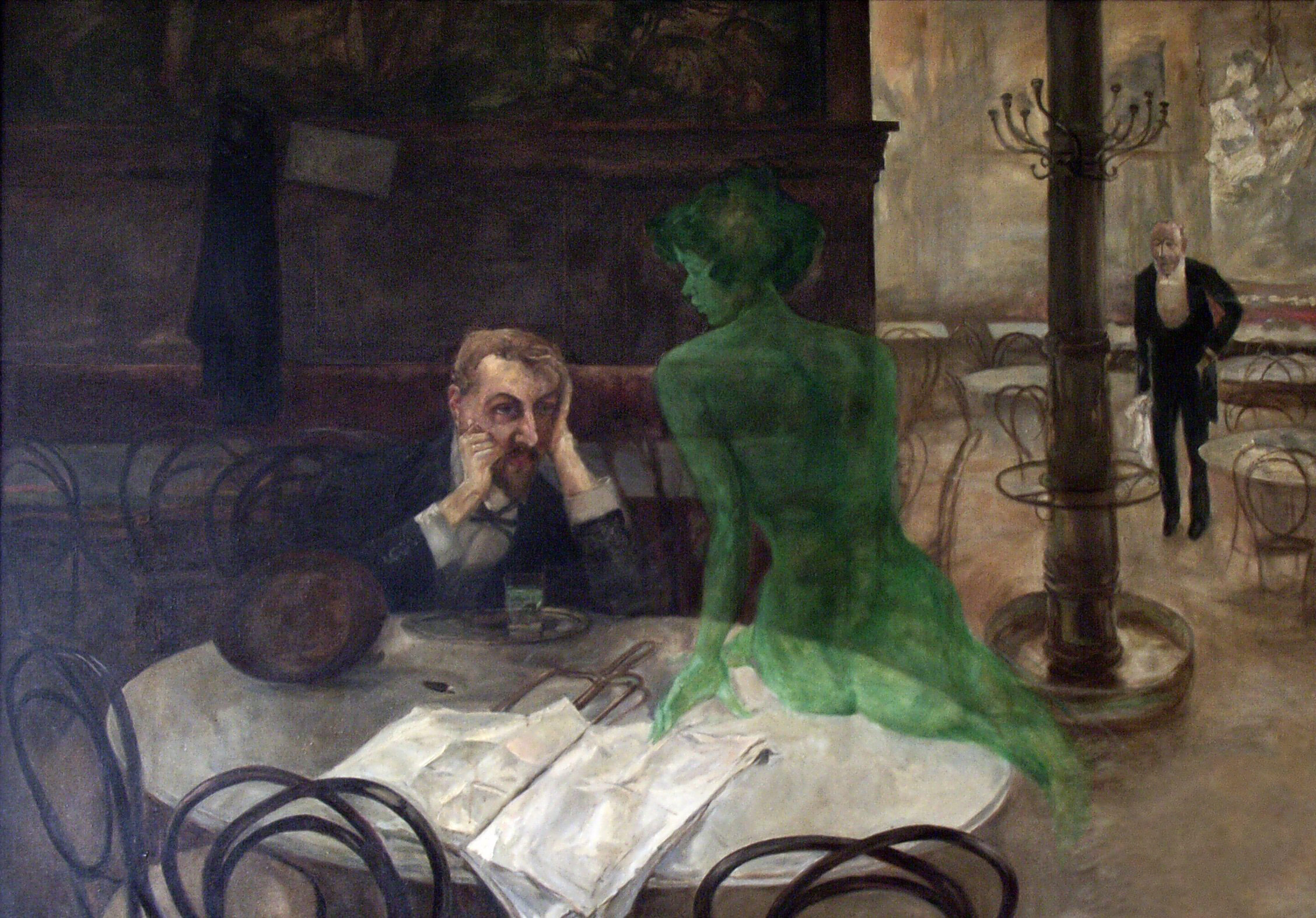
Viktor Oliva, Pijak absyntu, 1901
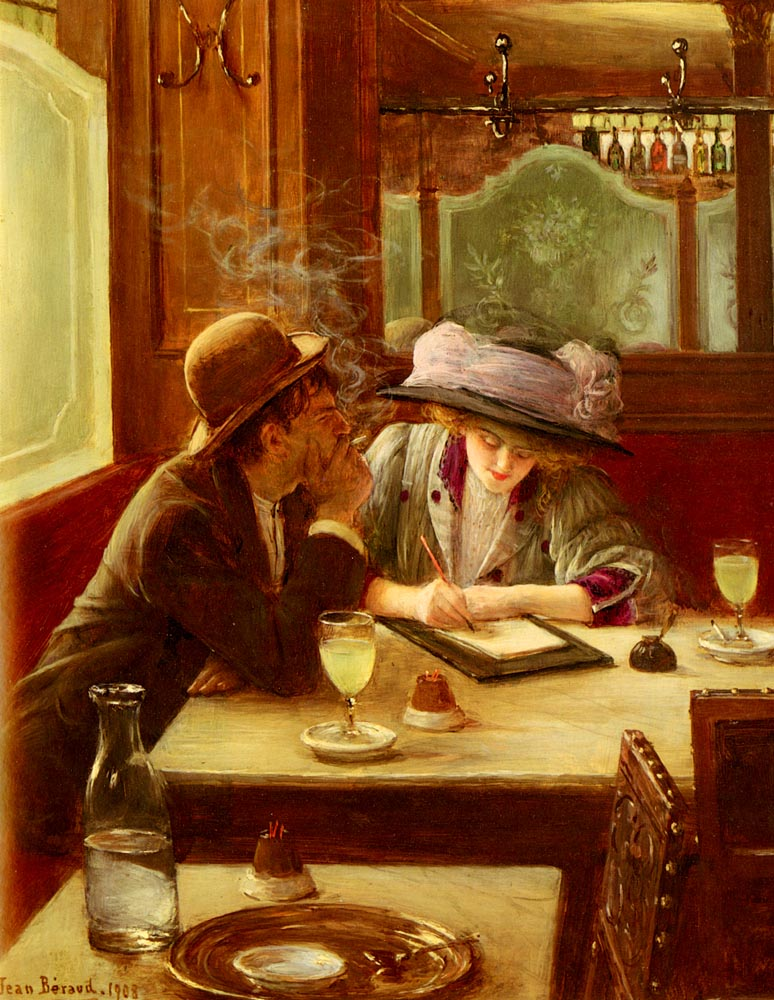
Jean Béraud, List, 1908
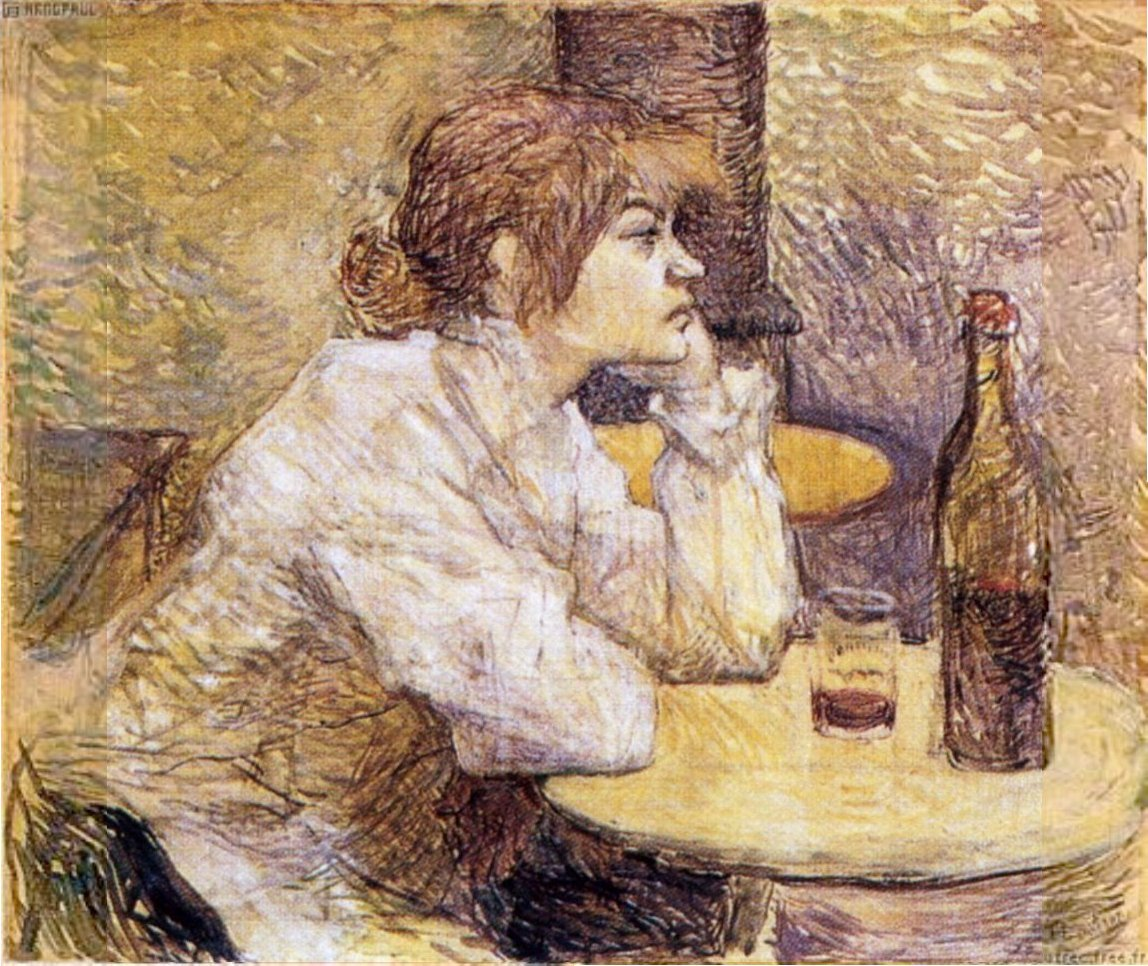
Henri de Toulouse-Lautrec, portret Suzanne Valadon pt. Pijaczka 1888